# Bila Skelià
Bila Skelià (en (ucraïnès): Біла Скеля) és un poble de la República Autònoma de Crimea a Ucraïna, que el 2014 tenia 632 habitants. Pertany al districte de Bilogorsk.